# 蘇那曷叱知
蘇那曷叱知（そなかしち，或寫成蘇那曷叱智）乃《日本書紀》中記載來自古朝鮮任那國。

## 概要

### 日本書紀之記載
《日本書紀》卷第六垂仁天皇2年記錄任那人蘇那曷叱知及意富加羅國（おほからのくに，即伽倻）王子都怒我阿羅斯等（つぬがあらしと，該書又云別名「于斯岐阿利叱智干岐（うしきありしちかんき）」）的故事。蘇那曷叱知晉見垂仁天皇後，帶回後者賞賜之赤絹一百匹欲獻任那國王，中途卻被新羅人搶走禮物，兩國之紛爭肇始於此。另有一自稱意富加羅國王子都怒我阿羅斯等乘舟抵越國笥飯浦，希望歸順天皇。但剛好遇到崇神天皇駕崩，三年後他向垂仁天皇表達返回故鄉之意，賜赤織絹並更改其國號為彌摩那（みまな，即任那）。新羅人聽到都怒我阿羅斯等帶回赤織絹，起兵搶奪之，故兩國互生嫌隙。照這兩個故事看來，蘇那曷叱智及都怒我阿羅斯等實為同一人。

## 解說
《日本書紀》裡關於蘇那曷叱知的記載，說明任那的居民開始遷徙而來，也顯現出加耶與新羅之間的嫌隙。考究「蘇那曷叱知」的借音字，有人認為是金官伽倻第10代國王金仇衡之子「金奴宗」、有人認為是于斯岐阿利叱智干岐（都怒我阿羅斯等的別名）、有人認為是金官伽倻的地方有力人士、也有人認為是弁辰的首領。

## 內部連結
- 阿加流比賣神
- 天日槍
- 都怒我阿羅斯等

## 脚注
1. ↑  請見《岩波文庫：日本書紀（二）》，坂本太郎、井上光貞、家永三郎、大野晉合著，岩波書店，補注6。
2. ↑  〈蘇那曷叱知〉《日本古代氏族人名辞典 普及版》，吉川弘文館，2010年，ISBN 9784642014588。

## 外部連結
- （日語）塚田敬章：帰化人の真実 （页面存档备份，存于）